# Arfeld

Arfeld an der Eder

Arfeld (mundartlich Aefeld) ist ein Ortsteil der Stadt Bad Berleburg im Kreis Siegen-Wittgenstein in Nordrhein-Westfalen.

## Geographie

### Lage
Arfeld liegt im oberen Tal der Eder, im Wittgensteiner Land und im Naturpark Sauerland-Rothaargebirge. Nordöstlich erhebt sich die Arfelder Bracht (554,7 m) und südöstlich die Herzogs Eiche (Herzogeiche; 549,5 m).

### Nachbarorte
- Dotzlar
- Schwarzenau
- Richstein

## Geschichte

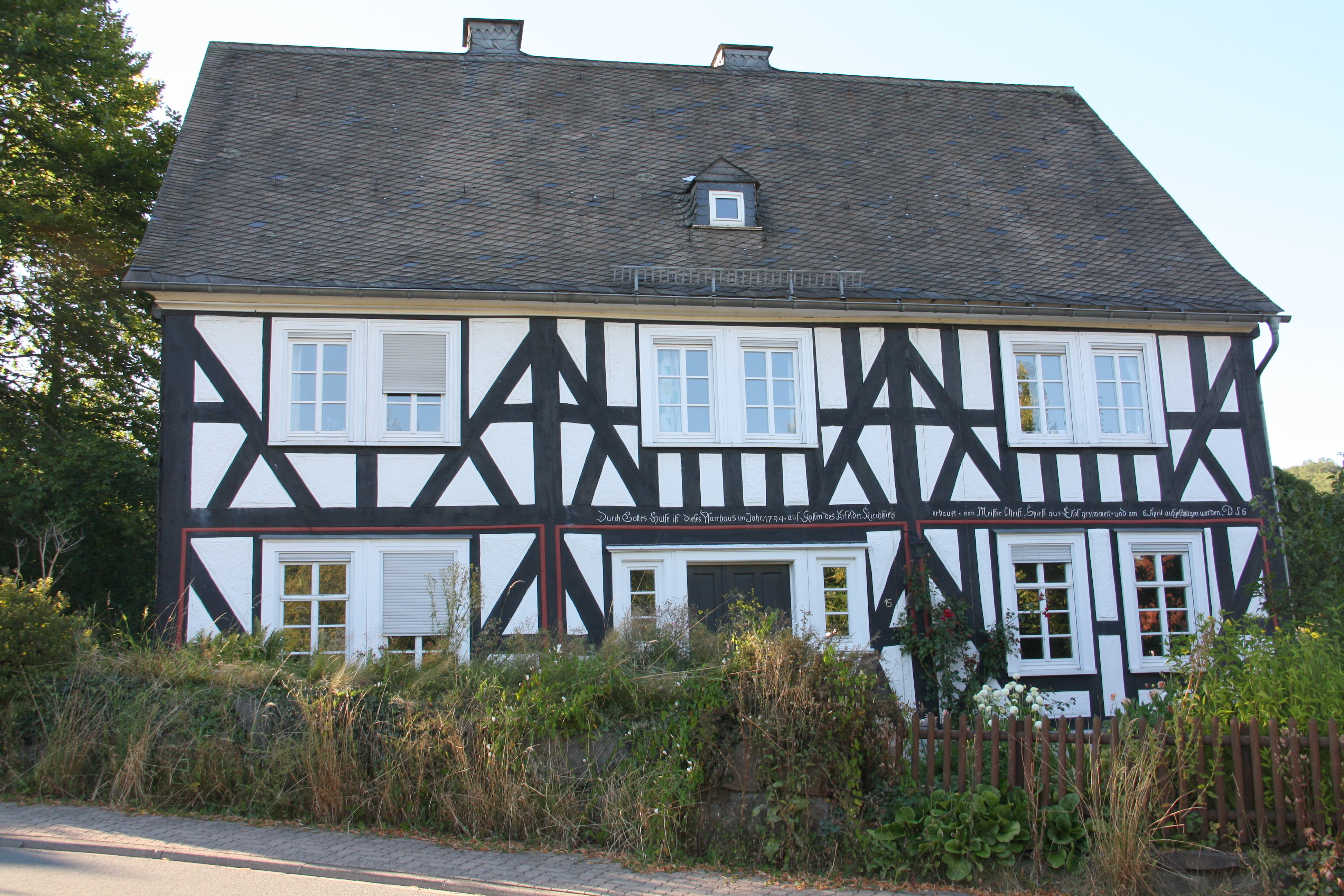
Altes Pfarrhaus in Arfeld

Der Ort wurde erstmals im Jahr 800 anlässlich einer Schenkung an das Kloster Lorsch mit in pago Arahfelt (im Arfeldgau) in einer Urkunde des Lorscher Codex erwähnt, ein weiteres Mal im Jahr 815. Ein Rittergeschlecht zu Arfeld ist für das Jahr 1232 nachweisbar.
1258 wurde das Dekanat Arfeld der Diözese Mainz erstmals erwähnt. Im Jahr 1391 stand der Ort unter Hatzfelder Verwaltung. Diese Situation blieb bis 1495 bestehen.
Um das Jahr 1538 gehörte der Ort zum Hause Richstein. 1590 brannte Richstein bis auf zwei Häuser nieder. 1591 wechselte das Gericht Richstein nach Arfeld. Für 1602 ist eine Mühle in Areld nachgewiesen. 1731 wurde die neu geschaffene Verwaltungseinheit, das sogenannte Arfelder Viertel genannt. Dieses wurde 1819 zum Schultheißenbezirk mit den Ortschaften Richstein, Sassenhausen, Weidenhausen und Stünzel erweitert. 1845 wurde das Amt Arfeld gebildet. Die Freiwillige Feuerwehr wurde 1887 gegründet.
Am 22. August 1973 stürzt im Bereich Stedenhof ein Phantom-Kampfflugzeug der britischen Luftwaffe ab. Die beiden Insassen starben durch den Absturz.
Im Rahmen der kommunalen Neugliederung gehört die ehemalige selbstständige Gemeinde seit dem 1. Januar 1975 zu Bad Berleburg.

### Entwicklung des Ortsnamens
- 0800: Arahafeld
- 0815: Harafeld
- 1232: Arenfelt
- 1283: Arvelde(n)
- 1303: Arfelden
- 1307: Arenvelden
- 1418: Enrfelden
- 1581: Erfelden
- 1662: Aarfeldt
- 1731: Arfeld(t)

### Einwohnerentwicklung
- 1572: 026 Hausgesessene
- 1634: 030 Mannschaften
- 1662: 150 Einwohner in 24 Häusern
- 1732: 220 Einwohner in 29 Häusern
- 1819: 375 Einwohner in 39 Häusern
- 1854: 426 Einwohner in 60 Häusern
- 1900: 390 Einwohner
- 1961: 919 Einwohner[7]
- 1970: 927 Einwohner[7]
- 1974: 943 Einwohner[8]
- 2011: 950 Einwohner

## Sehenswürdigkeiten
Zu den Sehenswürdigkeiten Arfelds zählt die im 19. Jahrhundert errichtete Schmiede, welche mittlerweile zu einem Museum umgebaut wurde. Die Maschinen und Werkzeuge werden durch ein Wasserrad angetrieben, das vom angrenzenden Arfebach gespeist wird. Es werden Führungen angeboten.
Ein ortsbildprägendes Gebäude ist die unter Denkmalschutz stehende evangelische Pfarrkirche.
Jährlich findet am Samstag des 2. Advents ein Weihnachtsmarkt statt.

## Verkehr
Der Bahnhof Arfeld lag an der Bahnstrecke Bad Berleburg–Allendorf, welche stillgelegt ist.